# Girabola de 2014
O Girabola de 2014 foi a 36ª temporada do campeonato de futebol da primeira divisão de Angola. A temporada começou em 21 de fevereiro com término em 8 de novembro.
A liga foi composta de 16 equipas, das quais três foram rebaixados para a Segundona de 2015.  O Recreativo do Libolo foi a equipe campeã, tendo conquistado seu terceiro troféu.

## Classificação final
| #  | Equipa                   | J  | V  | E  | D  | GP | GC | SG  | Pts | Classificação                   |
| -- | ------------------------ | -- | -- | -- | -- | -- | -- | --- | --- | ------------------------------- |
| 1  | Recreativo do Libolo (C) | 30 | 20 | 9  | 1  | 39 | 13 | +26 | 69  | CAF Champions League            |
| 2  | Kabuscorp                | 30 | 17 | 9  | 4  | 44 | 27 | +17 | 60  | CAF Champions League            |
| 3  | Benfica Luanda           | 30 | 14 | 13 | 3  | 31 | 18 | +13 | 55  | CAF Confederation Cup           |
| 4  | 1º de Agosto             | 30 | 16 | 4  | 10 | 49 | 31 | +18 | 52  |                                 |
| 5  | Petro de Luanda          | 30 | 13 | 9  | 8  | 43 | 27 | +16 | 48  | CAF Confederation Cup           |
| 6  | Bravos do Maquis         | 30 | 11 | 11 | 8  | 32 | 23 | +9  | 44  |                                 |
| 7  | Recreativo da Caála      | 30 | 10 | 10 | 10 | 34 | 29 | +5  | 40  |                                 |
| 8  | Sagrada Esperança        | 30 | 8  | 16 | 6  | 27 | 24 | +3  | 40  |                                 |
| 9  | Interclube               | 30 | 11 | 6  | 13 | 29 | 38 | −9  | 39  |                                 |
| 10 | Progresso                | 30 | 9  | 10 | 11 | 31 | 33 | −2  | 37  |                                 |
| 11 | Desportivo Huíla         | 30 | 9  | 5  | 16 | 28 | 42 | −14 | 32  |                                 |
| 12 | Sporting de Cabinda      | 30 | 7  | 10 | 13 | 25 | 31 | −6  | 31  |                                 |
| 13 | ASA                      | 30 | 8  | 7  | 15 | 28 | 35 | −7  | 31  |                                 |
| 14 | 1º de Maio (R)           | 30 | 6  | 10 | 14 | 29 | 40 | −11 | 28  | Rebaixado para 2015 Gira Angola |
| 15 | Benfica Lubango (R)      | 30 | 5  | 7  | 18 | 24 | 50 | −26 | 22  | Rebaixado para 2015 Gira Angola |
| 16 | União SC (R)             | 30 | 5  | 6  | 19 | 16 | 48 | −32 | 21  | Rebaixado para 2015 Gira Angola |

Última atualização em 5 November 2014
Fonte: FIFA.com
Regras para classificação: 1º pontos; 2º saldo de gols; 3º gols pró.
(C) = Campeão; (R) = Rebaixado; (P) = Promovido; (O) = Vencedor do play-off; (A) = Classificado para a próxima fase. 
Somente aplicável se a temporada não tiver terminado: 
(Q) = Classificado para a fase do torneio indicada; (TQ) = Classificado para o torneio, mas não para a fase indicada; (DQ) = Desclassificado do torneio.

## Artilheiros[1]
| Ranking | Futebolista   | Clube                | Gols |
| ------- | ------------- | -------------------- | ---- |
| 1       | Albert Meyong | Kabuscorp            | 17   |
| 2       | Ary Papel     | 1º de Agosto         | 13   |
| 2       | Ladji Keita   | Petro de Luanda      | 13   |
| 2       | Fabrício      | Recreativo da Caála  | 13   |
| 5       | Patrick II    | Sagrada Esperança    | 12   |
| 6       | Dário         | Recreativo do Libolo | 10   |
| 6       | Chiquinho     | Desportivo da Huíla  | 10   |
| 8       | Bissio        | ASA                  | 9    |
| 8       | Gelson        | 1º de Agosto         | 9    |
| 10      | Bena          | Desportivo da Huíla  | 8    |